# Tord Gustafsson
Tord Nils Gustaf Gustafsson, född 3 februari 1945 i Skövde, död 20 oktober 2023 i Skövde distrikt, var en svensk politiker (moderat) och kommunstyrelsens ordförande i Skövde kommun från 2002 till 2010. Gustafsson var utbildad tandläkare och studerade vid Tandläkarhögskolan i Malmö i slutet av 1960-talet.